# Seminis
Seminis Vegetable Seeds, Inc. —  до 2005 года, один из крупнейших производителей и растениеводов в мире с долей рынка более 20 %, основной продукцией которого являются гибридные семена фруктов и овощей. Они утверждают, что данные сорта являются гибридами с хорошим товарным видом и урожайностью, устойчивостью к растрескиванию, насекомым, болезням и обладают длительным хранением. В розничной продаже находится более 3500 видов семян. В 2005 году поглощена Monsanto Company.

## История
Seminis была основана в 1994 в целях объединения нескольких лидирующих компаний из сегмента семян. Объединялись компании Asgrow, Petoseed, Royal Sluis. Позже были куплены компании  Bruinsma Seeds, Genecorp,, Hungnong Seed, Choong Ang Seed, Sementes, Bahram Seeds. Бренды некоторых поглощенных компаний все еще используются нынешним владельцем Seminis, компанией  Monsanto.
23 марта 2005 года Monsanto Company объявила о завершении поглощения Seminis Inc. Согласно пресс-релизу сделка обошлась в 1.4 млрд долларов.